# Ferrari 125 S
Ferrari 125 S, известно още като 125 или 125 Sport, е първият автомобил, произведен от Ferrari. Въпреки че Auto Avio Costruzioni 815 от 1940 г. е първият автомобил, който е конструиран и произведен от Енцо Ферари, 125 S е първият автомобил, който носи името Ferrari. Автомобилът прави дебюта си на 11 май 1947 г. на пистата в град Пиаченца. Също като Costurzioni 815, 125 S е също състезателен спортен автомобил, но за разлика от 8-цилиндровия си предшественик с двигател от ФИАТ, 125 S има V12 двигател. Използването на V12 двигател е черта, която доста модели на Ferrari от следващите десетилетия ще имат. Ferrari 125 S е заменен от Ferrari 159 S през 1947 г.

## Преглед

### Шаси
Ferrari 125 S използва стоманено тръбно шаси. 125 S има окачване с двойни триъгълни носачи с напречни ресори отпред и с твърд заден мост отзад. Спирачките са хидравлични барабанни отпред и отзад.

### Двигател
125 S използва 1.5-литров (1497 куб. см) 60-градусов V12 двигател, направен от Джоакино Коломбо. Двигателят Ferrari Colombo имал максимална мощност от 119 к.с. при 7000 об./мин и компресия от 8.5:1. Двигателят е използвал дизайн с два горни разпределителни вала с по два клапана на цилиндър и три Вебер 30DCF карбуратора.

## Бройки
Двете произведени през 1947 г. бройки от модела 125 S са разглобени и се предполага, че частите им са използвани в продуцкията на моделите Ferrari 159 и Ferrari 166.

### Шаси 010I
Шаси със сериен номер 010I е било използвано за реставрацията на Ferrari 125 S. Носят се слухове, че 010I е въсщност сериен номер 01C. Говори, се че 01C е било обозначено като 010I и продадено на клиент като нов автомобил. Когато взел автомобила, новият собственик възкликнал muletta!, което означава „муле“ на италиански, защото можел без проблеми да види, че „новият“ му автомобил е бил в действително употребяван и използван за състезания. Ferrari направили нова фактура за автомобила, която включвала и голяма отстъпка заради това, че автомобилът е употребяван.
В конфигурация 166 Spyder Corsa, автомобилът бил продаден на Symbolic Motors. Щателна инспекция на шасито и серийния му номер открили, че отдолу може би е имало друг номер, който е възможно да бъде 01C. Номерът е бил покрит с алуминиева плочка, на която пишело 010I. Автомобилът бива продаден още веднъж на сегашния си собственик, който сложил нова каросерия, реплика на заводския 125 S, направена от Michelotto през 1987 г. Предполагаемия 01C прави дебюта си на изложението в Пебъл Бийч и е вписан като Ferrari 125 S. Автомобилът продължава да бъде обект на дебат и до днешен ден за ентусиасти на Ферари и историци.

## Състезание
125 S прави своя дебют на пистата Circuito di Piacenza, управлявано от Франко Кортезе, но не успява да завърши състезанието, въпреки добро представяне срещу силните Maserati 6CS 1500 състезателни автомобили.
14 дена по-късно, 125 S печели първата победа за Ferrari на състезанието Гранд При на Рим, където е отново управляван от Кортезе. Автомобилът износил лагер по време на практиката преди състезанеието и е поправена в сервиза на Тино Мартиноли, който по-късно отива в Америка с отборa на Ferrari за Индикар.
125 S печели 6 от 14-те си състезания през 1947 г., но пилотите Клементе Биондети и Джузепе Навоне не успяват да спечелят изданието на Миле Миля през 1947 г.